# Stranger Things (4.ª temporada)
A quarta temporada da série de terror de ficção científica estadunidense Stranger Things foi lançada no serviço de streaming Netflix em dois volumes. O primeiro volume de sete episódios foi lançado em 27 de maio de 2022, enquanto o segundo volume de dois episódios foi lançado em 1º de julho de 2022. A temporada foi produzida pelos criadores da série, os Irmãos Duffer, juntamente com Shawn Levy, Dan Cohen, Iain Paterson e Curtis Gwinn.
Retornando como regulares da série estão Winona Ryder, David Harbour, Millie Bobby Brown, Finn Wolfhard, Gaten Matarazzo, Caleb McLaughlin, Noah Schnapp, Sadie Sink, Natalia Dyer, Charlie Heaton, Joe Keery, Maya Hawke, Priah Ferguson, Matthew Modine e Paul Reiser, enquanto Brett Gelman foi promovido a regular da série após recorrente nas duas temporadas anteriores. Jamie Campbell Bower, Joseph Quinn, Eduardo Franco e Cara Buono também estrelam. Tom Wlaschiha, Nikola Đuričko e Mason Dye aparecem em papéis recorrentes.
Stranger Things 4 recebeu críticas positivas dos críticos, que elogiaram o desempenho dos membros do elenco, particularmente os de Brown, McLaughlin, Sink, Bower e Quinn. Muitos críticos elogiaram os visuais, as sequências de ação e o tom mais escuro e maduro em comparação com as temporadas anteriores, embora alguns o criticassem por ser exagerado devido às durações mais longas dos episódios em comparação com as temporadas anteriores.

## Elenco e personagens

### Principal
- Winona Ryder como Joyce Byers
- David Harbour como James 'Jim' Hopper Jr.
- Finn Wolfhard como Michael 'Mike' Wheeler
- Millie Bobby Brown como Jane Hopper / Onze
- Gaten Matarazzo como Dustin Henderson
- Caleb McLaughlin como Lucas Sinclair
- Noah Schnapp como William 'Will' Byers
- Sadie Sink como Maxine 'Max' Mayfield
- Natalia Dyer como Nancy Wheeler
- Charlie Heaton como Jonathan Byers
- Joe Keery como Steve Harrington
- Maya Hawke como Robin Buckley
- Brett Gelman como Murray Bauman
- Priah Ferguson como Erica Sinclair
- Matthew Modine como Dr. Martin Brenner
- Paul Reiser como Dr. Sam Owens

### Recorrente
- Jamie Campbell Bower como Henry Creel / Um / Vecna
- Cara Buono como Karen Wheeler
- Joe Chrest como Ted Wheeler
- Mason Dye como Jason Carver
- Eduardo Franco como Argyle
- Joseph Quinn como Edward 'Eddie' Munson
- Martie Blair como Onze jovem
- Tristan Spohn como Dois
- Myles Truitt como Patrick McKinney
- Sherman Augustus como Jack Sullivan
- Vaidotas Martinaitis como Warden Melnikov
- Tom Wlaschiha como Dmitri Antonov
- Nikola Đuričko como Yuri Ismaylov

### Convidado
- Logan Riley Bruner como Fred Benson
- Catherine Curtin como Claudia Henderson
- Amybeth McNulty como Vickie
- Elodie Grace Orkin como Angela
- Gabriella Pizzolo como Suzie Bingham
- Grace Van Dien como Chrissy Cunningham
- Christian Ganiere como Dez
- Rob Morgan como Calvin Powell
- John Reynolds como Phil Callahan
- Joel Stoffer como Wayne Munson
- Robert Englund como Victor Creel
- Ed Amatrudo como Anthony Hatch
- Dacre Montgomery como William 'Billy' Hargrove
- Pasha D. Lychnikoff como Oleg
- Nikolai Nikolaeff como Ivan
- Aimee Mullins como Terry Ives

## Episódios
| Parte 1 |   | |                     |                      |                    |
| 26 | 1 | "Chapter One: The Hellfire Club" Capítulo um: O Clube Hellfire" (BR)                                    | The Duffer Brothers | The Duffer Brothers  | 27 de maio de 2022 |
| Em um flashback de 1979, o Dr. Brenner demonstra estar fazendo experiências com várias outras crianças que possuem habilidades sobrenaturais até que um misterioso incidente mata todas as crianças, exceto Onze. Em 1986 - oito meses após os eventos no Starcourt Mall - Joyce, Will, Jonathan e Onze se mudaram para Califórnia, onde Onze luta com a perda de seus poderes e é rotineiramente intimidada por outros estudantes. Joyce recebe uma boneca de porcelana no correio, aparentemente da Rússia, e encontra uma nota escondida afirmando que Hopper está vivo. Em Hawkins, Mike e Dustin se juntaram ao "Clube Hellfire" de sua escola secundária, um clube de Dungeons & Dragons liderado pelo excêntrico Eddie Munson. Como resultado, eles não assistem Lucas ganhar a final do campeonato de basquete. Max, que terminou seu relacionamento com Lucas, luta para lidar com a morte de Billy. Chrissy Cunningham, uma estudante e líder de torcida, é assombrada por visões de sua família e por um grande relógio. Ao comprar drogas do Eddie, Chrissy é possuída e morta por uma criatura humanóide de suas visões. |   | |                     |                      |                    |
| 27 | 2 | "Chapter Two: Vecna's Curse" "Capítulo dois: A maldição de Vecna" (BR)                                  | The Duffer Brothers | The Duffer Brothers  | 27 de maio de 2022 |
| Hopper sobreviveu à explosão sob o Starcourt Mall, onde foi capturado por soldados russos e enviado a um campo de prisioneiros em Kamchatka. Joyce e Murray ligam para o número de telefone afixado na nota que lhe foi enviada e falam com "Enzo", que eles deduzem ser o guarda prisional de Hopper que ele provavelmente subornou. Enzo manda-os entregar um resgate de 40.000 dólares ao seu contato no Alasca. Mike voa para a Califórnia para visitar a Onze, onde ele e Will a testemunham sendo intimidada por sua colega de classe Angela; Onze retalia batendo na cara de Angela com um patins de rodas. Max diz a Dustin que viu Eddie fugir na noite em que Chrissy morreu. Junto com Robin e Steve, eles localizam o traumatizado Eddie e lhe explicam a existência do Mundo Invertido. Eddie e Dustin identificam a entidade que matou Chrissy como Vecna. Nancy e seu colega repórter estudantil Fred investigam a morte de Chrissy; o tio de Eddie diz a Nancy que ele acredita que o assassino é Victor Creel, um residente de Hawkins que foi internado após supostamente ter assassinado sua família décadas antes. Fred é atraído para a floresta por visões de uma garota que ele matou acidentalmente antes de Vecna assassiná-lo.                                                                         |   | |                     |                      |                    |
| 28 | 3 | "Chapter Three: The Monster and The Superhero" "Capítulo três: O monstro e a super-heroína" (BR)        | Shawn Levy          | Caitlin Schneiderhan | 27 de maio de 2022 |
| Sam Owens é visitado pelo Coronel Sullivan, que lhe mostra fotos da morte de Chrissy e acredita que Onze é a responsável. A polícia prende Onze por agredir Angela, mas ela é levada por Owens, que explica que Hawkins corre grande perigo e revela que tem trabalhado em um programa que talvez possa ajudá-la a recuperar seus poderes. Onze concorda em participar. Joyce e Murray voam para o Alasca. Hopper suborna um companheiro de prisão para quebrar suas grilhetas usando uma marreta. Nancy e Robin vão à biblioteca para procurar informações sobre Victor Creel, onde descobrem que Creel atribuiu a culpa dos assassinatos de sua família a um demônio, que elas acreditam ser Vecna. Jason, o capitão do time de basquete e namorado de Chrissy, lidera o time em uma caçada por Eddie, acreditando que ele tenha matado Chrissy; Lucas os abandona. Max lembra que Chrissy havia visitado a conselheira da escola antes de ser morta por Vecna. Ela rouba os arquivos de Chrissy e Fred do escritório da conselheira e fica sabendo que eles sofreram de sintomas de TEPT semelhantes aos dela. De repente, Max ouve Vecna chamar seu nome e visualiza um relógio de pêndulo. |   | |                     |                      |                    |
| 29 | 4 | "Chapter Four: Dear Billy" "Capítulo quatro: Querido Billy" (BR)                                        | Shawn Levy          | Paul Dichter         | 27 de maio de 2022 |
| Joyce e Murray entregam o pagamento do resgate a Yuri, o contato de Enzo, mas são drogados por ele, que planeja entregá-los aos russos para obter um lucro maior. Hopper escapa do campo prisional, mas logo é recapturado. Jonathan, Mike e Will se preparam para fugir de dois agentes de Owens que ficaram para viagiá-los, mas soldados armados atacam sua casa. Eles escapam com a ajuda do amigo de Jonathan, Argyle, trazendo um agente ferido com eles. Nancy e Robin entrevistam Victor Creel na instituição psiquiátrica Pennhurst. Creel conta que sua família foi atormentada e morta por forças sobrenaturais e ele foi preso pela morte deles. Temendo que Vecna esteja prestes a matá-la, Max escreve cartas a seus amigos e familiares e pede para ser levada ao cemitério para ler sua carta a Billy diante da lápide dele. Ela logo é possuída por Vecna e se encontra com ele em seu altar, no Mundo Invertido. Steve, Dustin e Lucas aprendem com Nancy e Robin que tocar música pode quebrar o feitiço de Vecna e tocam a música favorita de Max, "Running Up That Hill", em uma fita cassete. Isso abre um portal através do qual Max escapa por pouco do controle de Vecna, retornando para seus amigos no mundo real.                                                                                    |   | |                     |                      |                    |
| 30 | 5 | "Chapter Five: The Nina Project" "Capítulo cinco: Projeto Nina" (BR)                                    | Nimród Antal        | Kate Trefry          | 27 de maio de 2022 |
| Owens leva Onze para um bunker abandonado em Nevada, onde ele e o Dr. Brenner desenvolveram um tanque de isolamento especializado (denominado "NINA") que permite à Onze acessar memórias de seu tempo com outras crianças no Laboratório Hawkins. Na Califórnia, o agente ferido de Owens dá aos meninos um número de telefone para o projeto NINA que se conecta a um computador; Mike decide pedir a ajuda de Suzie, (a namorada de Dustin) em Salt Lake City. Hopper é preso ao lado de Antonov. Enquanto voam para a Rússia, Joyce e Murray subjugam Yuri e caem no meio do nada. Max, Lucas, Steve e Dustin se reagrupam com Nancy e Robin e decidem investigar a casa Creel; no interior, eles se deparam com luzes cintilantes que traçam os movimentos de Vecna no Mundo Invertido. Jason e seus companheiros localizam Eddie tentando escapar em um barco. Enquanto Jason e seu companheiro de equipe Patrick nadam atrás dele, Vecna mata Patrick na frente de Jason e Eddie, fazendo com que as luzes da casa de Creel estourem. Durante uma tentativa de fuga, Onze recupera parcialmente seus poderes e Brenner a convence a continuar com o experimento. |   | |                     |                      |                    |
| 31 | 6 | "Chapter Six: The Dive" "Capítulo seis: Mergulho" (BR)                                                  | Nimród Antal        | Curtis Gwinn         | 27 de maio de 2022 |
| Onze revive memórias de ser amiga de um enfermeiro de laboratório chamado "Peter Ballard", que a adverte para não confiar em Brenner. Ela também relembra seu ostracismo por outros sujeitos de teste, levando-a a acreditar que foi responsável pelo massacre do laboratório. Suzie ajuda o grupo de Mike a localizar as coordenadas do projeto NINA e se junta a eles em sua busca para encontrá-lo. Hopper e os outros detentos recebem um grande banquete, que Hopper adverte que é para prepará-los para serem alimentados ao Demogorgon. Mais tarde, ele consegue pegar um isqueiro, lembrando que a fraqueza do Demogorgon é o fogo. Joyce e Murray forçam Yuri a levá-los para uma cidade próxima onde ele armazena suas mercadorias e decidem fazer Murray fingir ser Yuri para infiltrarem-se na prisão. Em uma reunião da prefeitura, Jason galvaniza os residentes de Hawkins contra o suposto culto satânico de Eddie. O grupo de Steve encontra Eddie; Dustin percebe que sua bússola se comporta mal e deduz que deve haver um novo portal para o Mundo Invertido nas proximidades. Eles rastreiam o portal no Lago dos Amantes, onde Steve mergulha para inspecioná-lo antes de ser puxado para o Mundo Invertido e ser atacado por criaturas semelhantes a morcegos. Nancy, Robin e Eddie mergulham atrás dele. |   | |                     |                      |                    |
| 32 | 7 | "Chapter Seven: The Massacre At Hawkins Lab" "Capítulo sete: O massacre no laboratório de Hawkins" (BR) | The Duffer Brothers | The Duffer Brothers  | 27 de maio de 2022 |
| Joyce, Murray e Yuri entram em Kamchatka e testemunham Hopper e seus companheiros de prisão lutando contra o Demogorgon. Hopper segura a criatura com uma lança flamejante enquanto Murray e Joyce subjugam os guardas e abrem as portas da prisão, permitindo que Hopper e Antonov escapem. Joyce e Hopper se reúnem. Dustin, Lucas e Erica teorizam que Vecna abriu um portal no local de cada assassinato, que eles comunicam ao grupo de Steve no Mundo Invertido. Ambos os grupos se reúnem no portal dentro do trailer de Eddie, onde Chrissy morreu. Robin e Eddie saem em segurança enquanto Nancy é possuída por Vecna; ela descobre que ele é o filho de Victor Creel, Henry, que matou sua mãe e sua irmã com seus poderes psíquicos antes de entrar em coma e ser colocado sob os cuidados de Brenner. Henry passou a ser o sujeito 001 nas experiências de Brenner, e mais tarde se tornou o enfermeiro Peter que Onze fez amizade. Onze finalmente se lembra que Henry cometeu o massacre do laboratório e tentou matá-la quando ela se recusou a ajudá-lo a erradicar a humanidade; Onze dominou Henry e o enviou para o Mundo Invertido, onde ele se tornou Vecna. |   | |                     |                      |                    |
| Parte 2 |   | |                     |                      |                    |
| 33 | 8 | "Chapter Eight: Papa" "Capítulo oito: Papai" (BR)                                                       | The Duffer Brothers | The Duffer Brothers  | 1 de julho de 2022 |
| Vecna mostra a Nancy uma visão do futuro onde Hawkins é destruida por fendas antes de liberá-la. Nancy conta sua experiência para os outros, e eles determinam que Vecna precisa de quatro portais para concluir seu plano; Max se oferece para atrair Vecna para que os outros possam atacá-lo enquanto ele estiver distraído. Onze, usando seus poderes, descobre esse plano e faz com que Owens providencie seu transporte para Hawkins. No entanto, Brenner prende Owens e Onze, insistindo que ela precisa completar seu treinamento. Onze percebe que Brenner a estava usando há anos para tentar recuperar Henry do Mundo Invertido. Sullivan e suas forças chegam ao local e matam todos os funcionários; Brenner foge com Onze, mas é baleado. Onze usa seus poderes para derrubar o helicóptero com alguns homens de Sullivan dentro, e é encontrada pelo grupo de Mike. Ela se recusa a perdoar Brenner antes que ele morra. Na Rússia, Hopper, Joyce, Murray, Yuri e Antonov escapam da base soviética depois de descobrir várias outras criaturas do Mundo Invertido e um fragmento do devorador de mentes, sob estudo na prisão. |   | |                     |                      |                    |
| 34 | 9 | "Chapter Nine: The Piggyback" "Capítulo nove: O plano de Onze" (BR)                                     | The Duffer Brothers | The Duffer Brothers  | 1 de julho de 2022 |
| O grupo executa seu plano: Max, Lucas e Erica vão para a casa dos Creel; Steve, Nancy e Robin ao Mundo Invertido para atacar Vecna; e Dustin e Eddie distraem os "morcegos". Eddie se sacrifica para mantê-los longe. Onze, Mike, Will, Jonathan e Argyle criam um tanque de isolamento através do qual ela entra na mente de Max para lutar contra Vecna. No entanto, Vecna a domina e possui Max; ele revela a Onze que ele controlou as criaturas do Mundo Invertido e agiu como sua "mente de colmeia" desde que ela o enviou para lá. Mike confessa seu amor por Onze, dando-lhe a força para escapar de Vecna e quebrar seu controle sobre Max antes que ele possa dar o golpe mortal, mas Max acaba morrendo por conta de seus ferimentos. Hopper, Joyce e Murray voltam a prisão e matam os Demogorgons, enfraquecendo ainda mais Vecna. Steve, Nancy e Robin incendeiam a forma física de Vecna e atiram nele, aparentemente matando-o. Onze usa seus poderes para ressuscitar Max, mas a breve morte desta última permitiu que os portais de Vecna se abrissem, espalhando-se por Hawkins. Dois dias depois, a cidade está se recuperando de um terremoto. Todos se reúnem, enquanto Max permanece em coma. Will sente que Vecna ainda está vivo, e o Mundo Invertido começa a se infiltrar na cidade.                 |   | |                     |                      |                    |

## Produção

### Desenvolvimento
Como nas temporadas anteriores, o planejamento para a quarta temporada de Stranger Things começou antes do lançamento da temporada anterior. Em uma entrevista à Entertainment Weekly que ocorreu logo após o lançamento da terceira temporada, os criadores da série Matt e Ross Duffer revelaram que a equipe criativa da série já havia se reunido em várias ocasiões para discutir o futuro da série. Em 30 de setembro de 2019, a Netflix anunciou que havia assinado os Irmãos Duffer para um novo contrato plurianual de televisão e cinema que, segundo informações, valeria nove dígitos. Para coincidir com o anúncio do contrato de produção, a Netflix também anunciou a renovação de Stranger Things para uma quarta temporada, lançando um breve teaser de um minuto no YouTube. O teaser, que mostra um relógio de pêndulo no Mundo Invertido, termina com o slogan "Não estamos mais em Hawkins", levando muitas notícias a especularem que o local da série se mudará para a Rússia.

### Roteiro
Comentando o final da temporada anterior, Ross divulgou o processo de conectar arcos de histórias entre as temporadas:
Não queremos nos encurralar, então tentamos ter essas discussões iniciais com os roteiristas só para garantir que estamos nos preparando para seguir na direção certa. Não sabemos muita coisa, mas sabemos muito sobre os grandes detalhes. No final da segunda temporada, sabíamos sobre Billy. Sabíamos que os russos iriam chegar. Não conhecíamos o shopping e tudo mais, mas, novamente, sabemos esses grandes detalhes. É mais ou menos onde estamos na quarta temporada. Temos os grandes detalhes. Agora é só preencher essas linhas com os detalhes. Estamos bem animados com o que isso pode nos levar. Novamente, como dissemos, vai ser muito diferente desta temporada. Mas acho que é a coisa certa a fazer e acho que será emocionante.
Matt Duffer indicou que um dos "traços gerais" da trama é o centro principal da ação sendo transferido para fora de Hawkins, Indiana, durante a maior parte da temporada, uma novidade na série. Ele também indicou que várias pontas soltas deixadas pelo final da terceira temporada, como a suposta morte de Hopper e a adoção de Eleven por Joyce Byers e sua mudança com sua nova família para outro estado, serão exploradas em algum momento da quarta temporada. Mais tarde, os Duffers expandiram seus comentários anteriores, dizendo que a estrutura tríptica "épica" da quarta temporada foi um dos principais fatores que contribuíram para sua duração exagerada. Eles o compararam com a série da HBO Game of Thrones em termos de escala, tempo de execução e mudança de tom mais recente e madura, além de dividir seus personagens em vários locais distantes.
Outro fator que contribuiu para a nova extensão da série foi o objetivo expresso dos Duffers de finalmente encontrar respostas para as incertezas em relação à mitologia latente da série, que eles vêm revelando lentamente como "camadas de uma cebola" ao longo das últimas três temporadas. Na metade da escrita da quarta temporada, Matthew e Ross perceberam que precisariam de um nono episódio para incluir todos os pontos da trama desejados, o que a Netflix, por sua vez, "aprovou rapidamente". Durante a produção da primeira temporada, a dupla preparou um documento de vinte páginas para a Netflix que explicava o universo da série, incluindo o que é o Mundo Invertido, em detalhes claros. Por sua vez, o material do referido documento ditou certas tramas enquanto escrevia a temporada. Os Duffers queriam passar mais tempo dentro do Mundo Invertido nesta temporada, já que a narrativa da terceira temporada lhes dava poucas oportunidades de explorá-la ainda mais.
Como a quarta temporada é a mais longa produzida até agora, os Duffers e a Netflix optaram por um plano de lançamento de dois volumes. Em uma carta dos irmãos Duffer postada pela Netflix, a dupla revelou que escreveu mais de 800 páginas de diálogo e ação nos nove roteiros da temporada, e que a quarta temporada tem quase o dobro da duração de qualquer uma das temporadas lançadas anteriormente.

### Elenco
Em 1º de novembro de 2019, foi relatado que o elenco começou a adicionar quatro novos personagens masculinos à programação da quarta temporada, com três dos papéis sendo adolescentes e um deles sendo adulto. Os papéis na adolescência foram caracterizados como variando "de um metaleiro a um atleta habilidoso a um personagem que soa muito como o gêmeo do Fast Times no high stoner de Ridgemont, Jeff Spicoli", enquanto o personagem adulto foi atribuído ao russo história introduzida durante a terceira temporada. Em 3 de dezembro de 2019, foi confirmado pela sala dos roteiristas que o personagem Robin, de Maya Hawke, voltará para a quarta temporada. Em 14 de fevereiro de 2020, a Netflix confirmou que David Harbour retornaria como Chefe Jim Hopper e que Tom Wlaschiha foi escalado como um soldado russo. Priah Ferguson foi confirmado para ser promovido a uma série regular a partir desta temporada em 21 de fevereiro de 2020. Em 3 de março de 2020, Brett Gelman também foi promovido a um regular da série. No dia 22 de outubro de 2020, fotos vazadas do set de Stranger Things indicaram que Levon Thurman-Hawke, irmão de Maya Hawke, estaria interpretando um personagem novo. Foram feitas especulações de que poderia ser Eddie, já que o visual do ator durante as filmagens batia com a descrição do personagem divulgados para a chamada de elenco. No entanto, a Netflix não confirmou publicamente a entrada do ator para o elenco da série, e nem especificou se seria no elenco regular ou recorrente.

### Filmagens
As filmagens para a quarta temporada começaram em fevereiro de 2020 em Vilnius, Lituânia, e recentemente encerrada na prisão de Lukiškės. Após a conclusão da produção na Lituânia, esperava-se que as filmagens fossem retomadas nos Estados Unidos e na área metropolitana de Atlanta, o principal local de produção das temporadas anteriores. Uma parcela significativa das filmagens também ocorreu nos Albuquerque Studios, no Novo México, que a Netflix havia adquirido em 2018. Em 14 de fevereiro de 2020, foi anunciado em comunicado conjunto dos irmãos Duffer e Netflix que a produção havia começado oficialmente da quarta temporada. Por conta da pandemia do COVID-19, a produção foi paralisada durante cerca de 7 meses desde o início de março, fazendo com que o cronograma da produção e a possível data de lançamento, que ainda não havia sido liberada para o público, sofressem alterações. As filmagens foram retomadas no dia 28 de setembro de 2020, com todos os cuidados e prevenção contra o coronavírus.
Em 1º de outubro de 2020, Natalia Dyer, Sadie Sink e Gaten Matarazzo foram vistos filmando cenas nos sets da Hawkins Middle School e Hawkins High School. Os três também foram vistos filmando cenas no set da casa de Dustin no dia seguinte. Em 27 de janeiro de 2021, Matthew Modine foi flagrado filmando cenas em Atlanta. Em 15 de março de 2021, vazaram fotos do set de um estacionamento de trailers em Griffin, Geórgia, que estava vestido com gavinhas do Mundo Invertido. Em junho de 2021, David Harbour disse que as filmagens estavam programadas para terminar em agosto. No mesmo mês, Joe Keery, Sadie Sink, Natalia Dyer, Maya Hawke, Priah Ferguson e Caleb McLaughlin foram vistos filmando uma cena que envolvia a compra de armas em uma loja. Em setembro de 2021, Noah Schnapp afirmou que as filmagens finalmente terminaram.
Para distinguir visualmente entre as três histórias da temporada, a figurinista Amy Parris revelou que cada um dos locais da trama terá sua própria paleta de cores distinta: “É tão divertido porque [a equipe de produção consegue] capturar a Califórnia versus Hawkins através da cor. Então, Hawkins ainda parece muito saturada. Não temos tanto quanto o marrom empoeirado e enferrujado das temporadas 1 ou 2 ... E na Califórnia, podemos incorporar rosa bebê, e divertidos verde-azulados e roxos. É muito mais sol encharcado e saturado em oposição às cores mais ricas de Hawkins." A empresa de calçados americana Converse projetou três estilos diferentes de sapatos usando as cores da Hawkins High School para serem usadas na tela durante uma cena representando uma reunião de ânimo.

### Pós-produção
Em abril de 2022, o The Wall Street Journal informou em um artigo analisando os gastos de produção recentes da Netflix que o custo total para produzir a quarta temporada de Stranger Things foi de cerca de US$ 270 milhões, o que equivale a cerca de US$ 30 milhões por episódio.

### Efeitos visuais
Devido à duração considerável da temporada, milhares de tomadas de efeitos visuais foram encomendadas e renderizadas durante os processos de produção e pós-produção de dois anos. No entanto, os Duffers queriam confiar mais nos efeitos práticos do que nos gerados por computador, semelhante à forma como a primeira temporada foi produzida. Por exemplo, a maior ameaça da temporada do Mundo Invertido, uma criatura humanóide chamada Vecna, era "90% prática", o que os Duffers descobriram que criava uma presença melhor no set para os atores responderem, em vez de efeitos gerados por computador. Barrie Gower, um maquiador que trabalhou anteriormente em Game of Thrones e Chernobyl, forneceu o visual para Vecna e outras criaturas. Vecna foi vagamente baseado no vilão de Dungeons & Dragons de mesmo nome, embora o personagem no universo do show seja um humano "que se transformou em um monstro devido a superexposição ao Mundo Invertido... ele foi submetido a todos os ambientes nos arredores do Mundo Invertido como se tivesse preso lá por 20 anos seguidos." Jamie Campbell Bower, que interpreta o personagem humano que é transformado em Vecna, também fez o papel de Vecna com o uso de próteses planejadas. Gower projetou o traje Vecna de Bower com pele "anêmica", cuja integração com o ambiente tóxico do Mundo Invertido era aparente através da inclusão de "muitas raízes, formas orgânicas e tecido muscular fibroso". Gower revelou que ele e sua equipe fizeram um molde de corpo inteiro de Bower, para depois esculpir para atender às suas necessidades de design:
Começamos com o molde vivo, e para ter certeza de que tudo seria super hermético, dividimos o molde em certas partes, então uma vez que tínhamos uma forma de gesso de todo seu corpo, nossos rapazes aqui começaram a modelar o corpo em todas as forma na plasticina, o que levou várias semanas para fazer isso. A partir daí, dividimos o corpo em várias seções. Acho que eram cerca de 18 peças no total, e todas elas foram para seus respectivos formas feitas de fibra de vidro ou resina epóxi. E depois fizemos moldes de todas as peças de plasticina separadas e, uma vez que tivemos esses moldes, pudemos criar aparelhos protéticos, e os fizemos em uma mistura de materiais.
Uma vez que a roupa foi preparada, levou cerca de sete horas de trabalho para encaixar Bower nela.

### Música
O álbum complementar da trilha sonora não original da temporada, intitulado Stranger Things: Music from the Netflix Original Series, Season 4, está programado para ser lançado digitalmente em duas partes pela Legacy Recordings em 27 de maio e 1º de julho, respectivamente.
"Running Up That Hill" de Kate Bush é apresentado várias vezes durante a temporada, inclusive como parte da cena principal no episódio 4 com Max escapando de Vecna. Os Duffers imaginaram uma música emocional poderosa para Max e encarregaram a supervisora musical Nora Felder de determinar qual música seria usada. Felder encontrou "Running Up That Hill", que os Duffers concordaram que era um ótimo ajuste tanto para a música em si quanto para o tema de lidar com Deus. Felder sabia que Bush havia sido cautelosa no licenciamento de músicas antes, mas depois de entrar em contato com ela, Felder descobriu que Bush era fã do programa e, depois de revisar as páginas do roteiro onde a música seria usada, concordou em conceder direitos de licenciamento para o programa. De maneira semelhante ao ressurgimento da popularidade da música "The NeverEnding Story" de seu uso na terceira temporada, a música de Bush viu um ressurgimento da popularidade após o lançamento da 4ª temporada durante sua primeira transmissão, e viu um aumento de mais de 8.700% nas paradas de streaming, se tornando a segunda música mais ouvida nas listas de reprodução do Spotify nos Estados Unidos e a quarta música mais nas paradas mundiais. Outras músicas apresentadas na 4ª temporada, como "You Spin Me Round" de Dead or Alive, "Pass the Dutchie" de Musical Youth e "Rock Me Amadeus" de Falco, também tiveram um aumento de reproduções de streaming de cerca de 1.784%.

### Marketing
O anúncio oficial da temporada mostrou um relógio de pêndulo no Mundo Invertido e terminou com o slogan "Não estamos mais em Hawkins", o que levou muitos meios de comunicação a especular que o cenário do programa seria realocado para a Rússia. Um teaser foi lançado em 14 de fevereiro de 2020, mostrando que Hopper ainda estava vivo. Em 2 de outubro de 2020, as várias contas de mídia social do programa postaram duas fotos de cenários diferentes: um pôster para um comício pendurado em um corredor da Hawkins High e uma claquete na frente de um relógio de pêndulo no Mundo Invertido, uma cena que foi retratada pela primeira vez no trailer inicial da temporada. Um segundo teaser foi lançado em 6 de maio de 2021. Em 6 de agosto de 2021, uma prévia foi lançada com a maior parte do elenco principal e anunciando que o show retornaria em 2022. Em 25 de setembro de 2021, um terceiro teaser foi lançado, mostrando a casa que anteriormente pertencia à família Creel. O teaser final foi lançado em 6 de novembro de 2021 e mostrou as vidas de Will e Onze na Califórnia, com os títulos dos episódios da temporada sendo revelados no mesmo dia. Em 17 de fevereiro de 2022, as contas de mídia social associadas a Stranger Things lançaram quatro pôsteres de teaser, um para coincidir com os quatro teasers lançados anteriormente e um quinto pôster, anunciando a data de lançamento de ambos os volumes. Em 23 de março de 2022, a Netflix lançou várias fotos da próxima quarta temporada. Em 12 de abril de 2022, o primeiro trailer oficial foi lançado online. Em 20 de maio de 2022, os primeiros oito minutos do primeiro episódio da temporada foram lançados online.

## Recepção

### Resposta da crítica
No site agregador de críticas Rotten Tomatoes, a quarta temporada tem um índice de aprovação de 94% com base em 106 revisões com um índice médio de 7,75/10. O consenso crítico do site diz: "Mais escuro e mais denso que seus antecessores, o quarto capítulo de Stranger Things estabelece o palco para a temporada final do espetáculo de uma forma tipicamente digna de binge. No Metacritic, a quarta temporada tem uma pontuação de 68 entre 100, com base em 26 revisões, indicando "revisões geralmente favoráveis". Stephen King revisou a temporada como "tão boa ou melhor que as três anteriores", apontando um "Carrie riff". Entretanto, King opinou que a decisão de produzi-la dividida em duas partes é "um pouco frouxa".

### Visualizações
A Netflix informou que até 30 de maio de 2022, Stranger Things 4 tinha sido visto por mais de 287 milhões de horas, superando o recorde anterior de audiência da 2ª temporada de Bridgerton que teve 193 milhões de horas em sua primeira semana. As temporadas anteriores de Stranger Things também entraram no top 10 dos programas vistos na mesma semana do lançamento da quarta temporada.

## Lançamento
A quarta temporada é composta por 9 episódios e foi dividida em 2 volumes. O volume 1 estreou no dia 27 de maio de 2022, e o volume 2 estreou em 1° de julho de 2022.